# Ferdinand Bac
Ferdinand Sigismund Bac (* 15. August 1859 in Stuttgart; † 18. November 1952 in Compiègne), eigentlich Bach, war ein französischer Maler, Karikaturist, Schriftsteller und Landschaftsgestalter.

## Leben

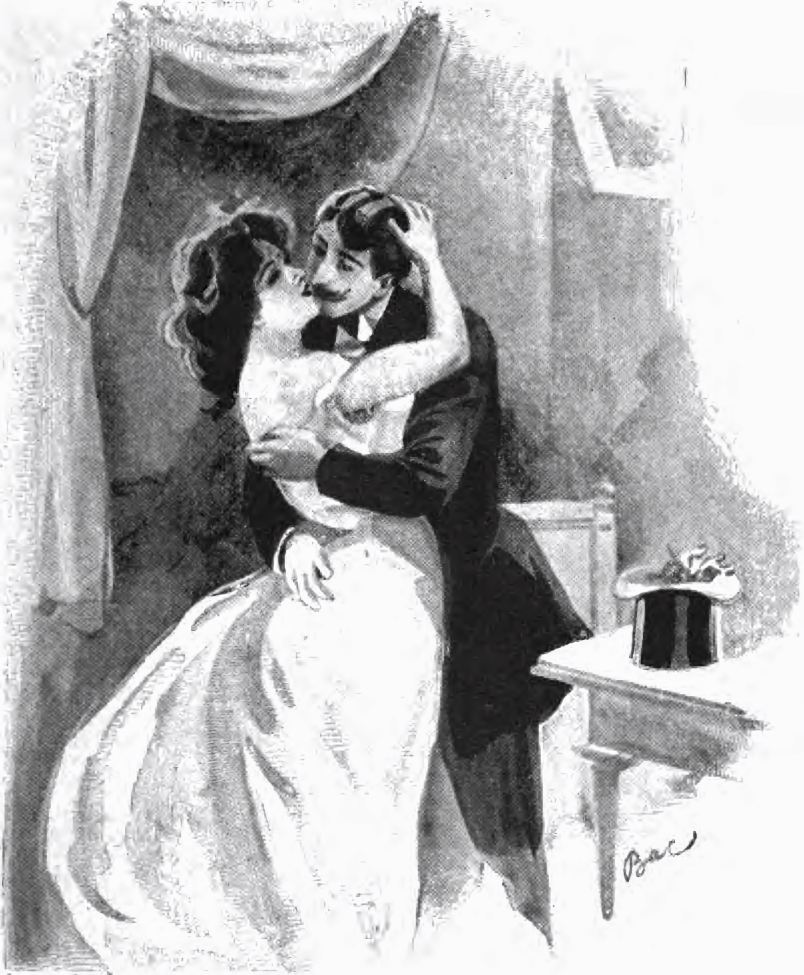
Illustration zu Maupassants Bel-Ami

Sein Vater Karl Philipp Heinrich Bach (1811–1870), ein Geologe, Kartograph und Landschaftsarchitekt, war ein unehelicher Sohn des Jérôme Bonaparte, Königs von Westphalen, und der Gräfin von Löwenstein. Seine Mutter war Sabina Ludovica de Stetten (1817–1904), die uneheliche Tochter von Sigismund Ferdinand Stetten. Kurz nach der Geburt des Sohnes zog die Familie nach Ludwigsburg, wo der Vater als Kartograph arbeitete. Später lebte Bach in München. Am 30. April 1878 wurde er an der Akademie der Bildenden Künste in München immatrikuliert. Später lebte er mit seiner Mutter in Paris. Hier änderte er seinen Namen zu Bac. Zwischen 1880 und 1890 schuf er Karikaturen für das Wochenblatt La Caricature und für den Figaro, oftmals „galanten“ Inhalts. Er reiste unter anderem nach Marokko, in die Türkei und nach Norwegen. Nachdem er 1907 mit Maeterlinck den Winter in Grasse verbracht hatte, entdeckte er seine Liebe zum Mittelmeer. An der Côte d’Azur entdeckte er auch die Gärten von Harold Ainsworth Peto. Zwischen 1925 und 1939 lebte er an der Côte d’Azur in Les Colombières.

## Gärten

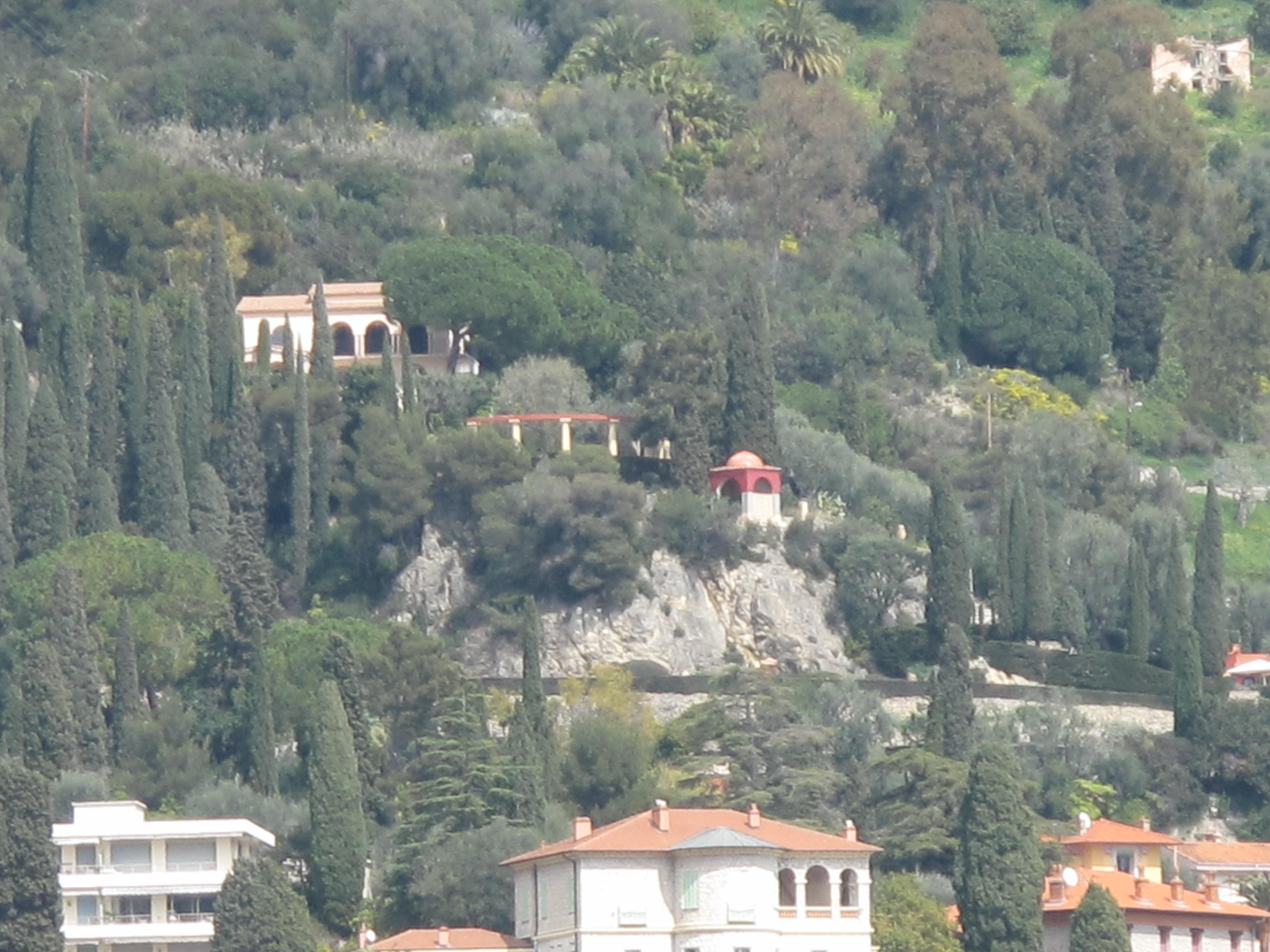
Blick auf Les Colombières bei Menton

In seinen Gärten wollte er die mediterrane Kultur in die Landschaft einbetten und überflüssige Ornamente zugunsten eines einheitlichen Entwurfs entfernen. Er lehnte sowohl den Eklektizismus des späten 19. und frühen 20. Jahrhunderts als auch die klassische Moderne ab. Pflanzen und vor allem deren Farben waren in seinen Gärten nebensächlich, es kam ihm vor allem auf das Spiel von Licht und Schatten an. Bac bewunderte die Villa Hadriana in Tivoli und die maurische und romanische Architektur Spaniens. Auch hier fand er aber, dass Ornamente nur von der Raumgestaltung ablenkten.
Bac entwarf 1913–1919 den Garten der Villa Isabelle bei Grasse. 1920 gestaltete er den Garten Les Colombières in Garavan bei Menton von Émile und Caroline Octavie Ladan-Bockairy. Thema waren die Reisen des Odysseus. So gab es eine Quelle der Nausikaa. Haus und Garten stehen heute unter Denkmalschutz, die Gärten sind aber nur teilweise erhalten. Bac entwarf auch den Garten in Cap Ferrat für die Gräfin Beaumont. Als Gartengestalter beeinflusste er unter anderem Luis Barragán.

## Schriften
- Villes et jardins Méditterranéens Les Colombières, ses jardins et ses décors. 1922
- Les Colombières, ses jardins et ses décors. Conard, Paris 1925
- Odysseus. Conard, Paris 1925
- Jardins enchantés. Conard, Paris 1925